# Jacques Pluymaekers
Jacques Pluymaekers est un psychologue thérapeute familial né en 1939. 
Après plusieurs années comme psychologue en institutions d'éducation spécialisée, il crée à Bruxelles en 1971 "la Gerbe", à la fois équipe d'AMO (Association en Milieu Ouvert), d'animation communautaire et centre de santé mentale.
Il innove des pratiques de quartier, premières pratiques de réseau en Belgique. Mony Elkaïm le rejoint en 1974 et, ensemble, ils développent celles-ci ainsi que les thérapies familiales auprès de populations défavorisées.
Jacques Pluymaekers est aujourd'hui responsable et formateur à l'institut d'études et de la famille et des systèmes humains, IEFSH, créé à l'initiative de Mony Elkaïm en 1978, président de l'association "Réseaux et familles" à Montpellier, chargé de cours à l'enseignement supérieur social à Namur (Belgique) et conseiller scientifique à l'École de Criminologie de l'UCL.
Il est depuis 2012 le Président d'honneur de l'association le Village Systémique.
Il est président honoraire de l'European Family Therapy Association (EFTA) et membre de l'Association Belge pour l'Intervention et la Thérapie Familiale Systémique (ABIPFS)

## Livres
- Jacques Pluymaekers, Familles, institutions et approche systémique, ESF, Paris, 207 p.

Aujourd'hui, En Europe particulièrement, la majorité des thérapeutes systémiques travaille en institution.
Par ailleurs, les théories sous-jacentes à leur pratique ont essentiellement été constituées à partir de thérapie de familles vues en dehors de tout cadre institutionnel.
Ce paradoxe a amené nombre de théoriciens et d'intervenants à tenter de constituer les bases d'une approche systémique pouvant intégrer les différents niveaux présents dans toute intervention qui s'adresse à la fois aux milieux institutionnel et familial.
Avec ce livre Jacques Pluymaekers, un des praticiens à l'expérience la plus riche dans le domaine de l'approche systémique institutionnelle, nous offre des contributions internationales d'un niveau remarquable.
Dans les premiers textes, l'interrogation porte sur les conditions d'émergences d'une théorie systémique de l'institution. Sont ensuite présentées des recherches sur l'institution elle-même ; elles tentent de dégager des modèles à la fois théoriques et opératoires. Une troisième partie élargit cette problématique aux relations qui unissent ou, plus souvent, désunissent des institutions œuvrant dans la même champ social. Elle aborde la complexité des multiples interrelations se jouant entre services officiellement complémentaires et souvent concurrents. Enfin, trois contributions reprennent des expériences de consultants en institutions.